# Liste der Naturdenkmale in Grebenhain
Die Liste der Naturdenkmale in Grebenhain nennt die im Gebiet der Gemeinde Grebenhain im Vogelsbergkreis in Hessen gelegenen Naturdenkmale.
| Bild            | Bezeichnung                 | Ortsteil, Lage                                         | Beschreibung | Art          | Nr.     |
| --------------- | --------------------------- | ------------------------------------------------------ | --- | ------------ | ------- |
| Fotos hochladen | Die Burg                    | Grebenhain 50° 30′ 26,8″ N, 9° 17′ 36,7″ O             | Felswand. Landschaftsprägende gewaltige Basaltformation. Plateaulage im Wald.                                                                                | Felsgruppe   | 7.021.1 |
| Fotos hochladen | Das Gesicht - Felsgruppe    | Grebenhain 50° 29′ 15,3″ N, 9° 17′ 0,8″ O              | Basalthärtling im Wald. Höhe 15 m, Umfang 90 m. | Felswand     | 7.022.1 |
| Fotos hochladen | Hutebuche am alten Bahndamm | Hartmannshain 50° 27′ 45,2″ N, 9° 16′ 28,7″ O          | Am alten Bahndamm in der Nähe der Straße, Gemarkung Hartmannshausen. Höhe 25 m, Umfang 5,5 m.                                                                | Einzelbaum   | 7.023.1 |
| Fotos hochladen | Das Steingeröll             | Heisters 50° 30′ 29,2″ N, 9° 25′ 17,7″ O               | Geröllfeld (Größe ca. 0,2 ha). An einem Hang an der Straße von Heisters nach Zahmen.                                                                         | Einzelfelsen | 7.024.1 |
| Fotos hochladen | Die Bonifatiuskanzel        | Herchenhain 50° 29′ 12,4″ N, 9° 16′ 57,4″ O            | Landschaftsprägende mächtige Säulenbasaltformation (Härtlinge) im Wald. Höhe 5 m.                                                                            | Einzelfelsen | 7.025.1 |
| Fotos hochladen | Alte Busch - Hutebuche      | Herchenhain 50° 28′ 39,2″ N, 9° 16′ 13,5″ O            | Landschaftsprägende Hutebuche in Wiese in der Nähe der Straße bei Herchenhain. Höhe 17 m, Umfang 4,95 m.                                                     | Einzelbaum   | 7.026.1 |
| Fotos hochladen | Buchwaldfelsen/Hexenstein   | Grebenhain 50° 28′ 51,7″ N, 9° 15′ 38,2″ O             | Basaltblock. |              | 7.027.2 |
| Fotos hochladen | Der Totenhof                | Ilbeshausen 50° 31′ 37,8″ N, 9° 19′ 59,2″ O            | Baumgruppe aus neu angepflanzten Eschen, Linden, Eichen, Kirschen, Fichten und Douglasien in der freien Feldflur in der Nähe des Friedhofes von Ilbeshausen. | Baumgruppe   | 7.028.1 |
| Fotos hochladen | Der Nonnenstein             | Ilbeshausen 50° 30′ 39,5″ N, 9° 18′ 12″ O              | Landschaftsprägende mächtiger Basalthärtling. Im Wald (Staatswald-Abt. 22) Gemarkung Ilbeshausen an einem Wanderweg.                                         | Einzelfelsen | 7.029.1 |
| Fotos hochladen | Die Uhuklippen              | Ilbeshausen 50° 31′ 9,8″ N, 9° 18′ 15,4″ O             | Großes Basaltblockfeld mit Härtlingen und Gratbildung. Im Wald (Staatswald-Abt. 16) Gemarkung Ilbeshausen an einem Wanderweg.                                | Einzelfelsen | 7.030.1 |
| Fotos hochladen | Der Wodestein               | Ilbeshausen 50° 31′ 31,7″ N, 9° 17′ 58,1″ O            | Basaltfelsen. Im Wald (Staatswald-Abt. 12) Gemarkung Ilbeshausen an einer Waldstraße.                                                                        | Einzelfelsen | 7.031.1 |
| Fotos hochladen | Teufelskanzel               | Ilbeshausen 50° 30′ 45,6″ N, 9° 18′ 28,3″ O            | Felsklippen, Lavastrom (basaltisch). |              | 7.032.2 |
| BW              | Kastanie am alten Pfarrhaus | Volkartshain, Torweg 4 50° 26′ 50,6″ N, 9° 16′ 52,3″ O | Höhe 14 m, Umfang 3,1 m. Abgängig. Löschung 2000. | Einzelbaum   | 031     |

## Belege
1. 1 2  
Naturdenkmale in Hessen. (pdf; 405 kB) Anlage zu Kleine Anfrage der Abg. Ursula Hammann (BÜNDNIS 90/DIE GRÜNEN) vom 15.04.2011 betreffend Biotopverbund Teil 2 und Antwort der Ministerin für Umwelt, Energie, Landwirtschaft und Verbraucherschutz. Hessischer Landtag, 22. Juni 2011, S. 103–108, abgerufen am 4. Februar 2016.
2. 1 2 3 4 5 6 7 8 9 10 11 12 13 14 15  
Naturdenkmäler im Vogelsbergkreis - Übersichtstabelle - Anlage 1 der Verordnung. (pdf; 30 kB) www.vogelsbergkreis.de, 1. Januar 2018, abgerufen am 7. Januar 2022.

- Karte mit allen Koordinaten:
- OSM |
- WikiMap